# Nichols Ridge
Nichols Ridge är en bergstopp i Antarktis. Den ligger i Östantarktis. Nya Zeeland gör anspråk på området. Toppen på Nichols Ridge är 1 259 meter över havet.
Terrängen runt Nichols Ridge är varierad. Trakten är obefolkad. Det finns inga samhällen i närheten.